# Mikulińce (gmina w województwie tarnopolskim)
Mikulińce – dawna gmina wiejska w powiecie tarnopolskim województwa tarnopolskiego II Rzeczypospolitej. Siedzibą gminy było miasto Mikulińce, które stanowiło odrębną gminę miejską (podczas okupacji 1941–44 pozbawione praw miejskich i włączone do gminy).
Gminę utworzono 1 sierpnia 1934 r. w ramach reformy na podstawie ustawy scaleniowej z dotychczasowych gmin wiejskich: Czartoryja, Konopkówka, Krzywki, Ludwikówka, Ładyczyn, Łuczka, Łuka Wielka, Myszkowice i Wola Mazowiecka.
Pod okupacją do gminy dołączono natomiast pozbawione praw miejskich Mikulińce.
Po II wojnie światowej obszar gminy znalazł się w ZSRR.